# کاپیتان آمریکا
کاپیتان آمریکا (به انگلیسی: Captain America) یک شخصیت خیالی ابرقهرمان در کتاب‌های کمیک آمریکایی منتشر شده توسط مارول کامیکس است. این شخصیت توسط جو سایمن و جک کربی خلق شده است؛ که برای نخستین بار در شمارهٔ ۱ از مجموعه کمیکهای کاپیتان آمریکا در مارس ۱۹۴۱ حضور پیدا کرد. تا سال ۲۰۰۷، ۲۱۰ میلیون کپی از «کاپیتان آمریکا» در بیش از ۷۵ کشور به فروش رفته است. این شخصیت فردی است به نام استیو راجرز که علاقه دارد در جنگ شرکت کند اما به علت ضعف جسمانی نمی‌تواند و دولت آمریکا برای کمک به کشورش بروی وی آزمایش‌هایی انجام می‌دهد تا قدرت وی را افزایش داده و در جنگ‌ها از وی استفاده کند. وی لباسی با نقش‌مایه پرچم ایالات متحده آمریکا بر تن دارد و به عنوان سلاح سپری در دست دارد که ضد گلوله و تخریب ناپذیر است.
این شخصیت تا به حال در چندین فیلم از دنیای سینمایی مارول حضور داشته است و کریس ایوانز بازیگر این نقش است. او تا به حال در سه قسمت فیلم کاپیتان آمریکا با نام‌های کاپیتان آمریکا: نخستین انتقام‌جو که در ۲۲ ژوئیه ۲۰۱۱ منتشر شد و بعد کاپیتان آمریکا: سرباز زمستان و کاپیتان آمریکا: جنگ داخلی نقش این شخصیت را بازی کرده است. همچنین در انتقام‌جویان که در ۴ مه ۲۰۱۲ منتشر شد شاهد نقش آفرینی او در این فیلم بودیم. در سال‌های بعد نیز این شخصیت در فیلم‌های انتقام‌جویان: عصر اولتران، انتقام‌جویان: جنگ ابدیت و انتقام‌جویان: پایان بازی ظاهر شد. از توانایی‌های وی می‌توان به بنیه و قدرت درونی ابر انسانی، قدرت فیزیکی و ذهنی ابرانسانی، استاد هنرهای رزمی و مبارزات تن‌به‌تن، قدرت بازیابی مولکولی، ساختار انسانی بهبود یافته (استخوانها و عضلات مقاوم‌تر، دستگاه تنفس و گوارش قوی تر)، متخصص کار با اسلحه‌های مختلف، حواس پنجگانه فرا انسانی، و عکس‌العمل ابر انسانی اشاره کرد.

## توضیحات و زندگی‌نامه شخصیت

### مقدمه
کاپیتان آمریکا که با نام اصلی استیو راجرز در کتاب‌های کمیک آمریکایی ظاهر شده است، یک ابرقهرمان داستانی می‌باشد. این سری کتاب‌های کمیک توسط کمپانی مارول انتشار پیدا کرده‌اند. اولین حضور کاپیتان آمریکا به شمارهٔ ۱ از مجموعه کمیک‌های کاپیتان آمریکا بر می‌گردد که توسط کارتونیست، جو سایمن و جک کربی کشیده شده بودند. شخصیت کاپیتان آمریکا یک ابر سرباز وطن‌پرست در طول جنگ جهانی دوم می‌باشد و به یکی از معروف‌ترین شخصیت‌های تایملی کامیکس (نام قدیمی مارول کامیکس) در دوره جنگ تبدیل شد. محبوبیت ابرقهرمان‌ها بعد از جنگ از بین رفت و در سال ۱۹۵۰ چاپ کمیک‌های کاپیتان آمریکا متوقف شد. پس از آن مارول در سال ۱۹۶۴ مجدداً این شخصیت را زنده کرد و انتشار نسخه‌های جدید این سری کمیک را دوباره از سر گرفته شد.

اولین حضور کاپیتان آمریکا در دنیای کمیک در جلد شماره ۱ کمیک کاپیتان آمریکا (۱ مارس ۱۹۴۱)

### زندگی‌نامه
در تاریخچهٔ مارول یونیورس، استیون راجرز در سال‌های ابتدایی دههٔ ۱۹۴۰ میلادی و پیش از ورود آمریکا به جنگ جهانی دوم، به عنوان یک دانشجوی هنرهای زیبا با تخصص تصویرگری معرفی شده است. با ظهور رایش سوم او به اندازه‌ای به هم ریخت که برای حضور در جنگ ثبت‌نام کرد؛ اما به دلیل شرایط بد جسمانی رد شد. اما یک افسر ارتش که در جستجوی افراد آزمایشی برای یک پروژهٔ تحقیقاتی به کلی سری -دفاعی بود به صورت کاملاً تصادفی به راجرز راه جایگزینی برای خدمت به کشورش پیشنهاد کرد. هدف این آزمایش تولد دوباره بود. این پروژه شامل توسعهٔ ابزاری برای خلق سربازان قوی هیکل‌تر بوده و راجرز برای انجام آن ایدئال به نظر می‌رسید.
راجرز برای داوطلب شدن در این تحقیق ابراز تمایل کرده و بعد از یک دورهٔ آموزشی بسیار سخت آمادگی جسمانی و نظامی، به عنوان اولین نمونهٔ آزمایشی انسانی انتخاب شد. او از ترکیبی شیمیایی به نام سرم ابرسرباز، که توسط دانشمندی به نام امیل ارسکاین (با نام رمزی «دکتر راین‌اشتاین») ساخته شده‌بود، به صورت تزریقی و خوراکی استفاده‌کرد. سپس در معرض تابش میزان کنترل‌شده‌ای از اشعهٔ «ویتا-ریز»، که باعث فعال‌سازی و پایدار شدن مواد شیمیایی در بدنش می‌شد، قرار گرفت. علی‌رغم دشواری فیزیکی، این فرایند با موفقیت ساختار بدنی او را با بهبود فوق‌العادهٔ ساختار عضلانی و واکنش‌های بدن، از ضعف نسبی به بیشینهٔ بازده انسانی رسانید.
متأسفانه در لحظهٔ پیروزی، یک جاسوس نازی خود را نشان داده و ارسکاین را مورد هدف قرار می‌دهد و می‌کشد. به دلیل این که دانشمند فوق قسمت‌های حساس فرمول ابرسرباز را به ذهن سپرده بود، با کشته شدن وی ساخت نمونه‌های جدید از آن ناممکن بود. راجرز، جاسوس را به تلافی این عمل کشته و قسم می‌خورد که با دشمنان آمریکا مقابله کند. در همین زمان، دولت آمریکا تصمیم گرفت تا حداکثر استفاده را از تنها ابرسرباز خود ببرد؛ و در نهایت او را ابرقهرمانی کرد که به عنوان مأمور ضدجاسوسی و نمادی تبلیغاتی برای مقابله با رئیس عملیات تروریستی آلمان نازی (به نام جمجمه سرخ)، خدمت می‌کرد. تا آن زمان، به راجرز لباسی با طراحی ملهم از پرچم آمریکا، سپر فولادی ضدگلوله، یک اسلحهٔ کمری شخصی و نام کاپیتان آمریکا داده شده بود. علاوه بر این، به او هویتی مستعار در قالب یک سرجوخهٔ پیاده‌نظام در پایگاه‌های ویرجینیا اعطا شد؛ که در آنجا با نوجوان اردوگاه به نام جیمز بوکانان باکی بارنز آشنا می‌شود و پیوند دوستی برقرار می‌کند.
یک شب باکی به صورت تصادفی در مورد هویت دوگانهٔ راجرز مطلع شده و مطرح می‌کند که تنها در صورت همراهی او این راز را مخفی نگاه می‌دارد. راجرز موافقت کرده و باکی را به شکل مناسبی آموزش می‌دهد. او علاوه بر این با رئیس‌جمهور فرانکلین دی روزولت هم ملاقات می‌کند؛ که به او سپر تازه‌ای ساخته شده با آلیاژی تصادفی از آهن، ویبرانیوم (فلزی تخیلی در دنیای مارول که بسیار محکم و تخریب ناپذیر است) و یک واکنشگر ناشناخته هدیه می‌دهد. این آلیاژ غیرقابل تخریب است، اما با این حال سپر فوق برای استفاده به عنوان یک سلاح دایروی شکل (که می‌شد آن را به شکل زاویه‌دار پرتاب نمود تا به سمت پرتاب‌کننده برگردد) به اندازهٔ کافی سبک بود. در بسیاری از داستان‌ها به دلیل خطای نویسنده، جنس سپر به عنوان آلیاژی از آدامانتیوم (فلز تخیلی دیگری که در اسکلت ولورین هم به کار رفته است) و ویبرانیوم معرفی شده است. این سلاح چنان مؤثر افتاد که اسلحهٔ کمری کنار گذاشته‌شد.
در طول جنگ جهانی دوم، کاپیتان آمریکا و باکی هم به صورت مجزا و هم به عنوان اعضای تیم ابرقهرمانان که با نام‌های دستهٔ همیشه برندگان (در داستان‌های مصور دههٔ ۱۹۴۰ میلادی) و مهاجمین (آغاز از داستان‌های مصور دههٔ ۱۹۷۰) خوانده می‌شدند با تهدیدات نازی‌ها جنگیدند.
راجرز اولین کسی نبود که ترکیب ابرسرباز بر روی او امتحان شده است. سال‌ها بعد معلوم شد زمانی که راجرز در حال ارزیابی بوده، تعدادی از اعضای نظامی این پروژه احساس کرده‌اند که یک غیرسرباز نامزد مناسبی برای این کار نبوده و به صورت مخفیانه ترکیب کامل نشدهٔ ارسکاین را به جای راجرز به کلینتون مک‌اینتایر داده‌اند. هرچند که این کار باعث دیوانگی شدید مک‌اینتایر شده و او در نهایت پس از تسلیم در سردخانه جاسازی شد. سازمان خلاف‌کار ای آی ام بعدها مک‌اینتایر را به عنوان یک پروتوسید آدمکش احیا کرد. (گزارش سالانهٔ کاپیتان آمریکا، سال ۲۰۰۰ میلادی)
نسخهٔ دومی از ترکیب هم به آیزیا بردلی تنها کسی که از بین یک گروه سربازان آفریقایی-آمریکایی تحت آزمایش‌های راین‌اشتاین و ارتش در سال ۱۹۴۲ میلادی زنده ماند داده شد. بردلی پس از کشته شدن دو بازماندهٔ آخر گروهش، لباس تهیه شده برای راجرز را دزدیده و آن را در یک عملیات انتحاری برای نابود کردن طرح ابرسرباز نازی در یک پایگاه تجمع آلمانی‌ها بر تن کرد.
بردلی دستگیر شد؛ اما سرانجام نجات یافته و در دادگاه نظامی محاکمه شد. او پیش از آنکه توسط رئیس‌جمهور آیزنهاور بخشیده‌شود، زندان را در لیون‌ورث به مدت هفده سال تحمل کرد. اثرات بلندمدت ترکیب شیمیایی، بردلی را در زمان آزادیش به یک غول درشت‌اندام بی‌آزار با قدرت ذهنی یک کودک هفت‌ساله بدل ساخته‌بود. راجرز تا چند دهه بعد اطلاعی در مورد بردلی نداشت (حقیقت: سرخ، سفید و سیاه، اثر سال ۲۰۰۳). مشخص شده که یکی از اعضای گروه مهاجمین جوان به نام پاتریوت، نوهٔ آیزیا بردلی بوده و توانایی‌های او را از طریق تزریق خون به ارث برده است. بر اساس پرونده‌های موجود در برنامهٔ سلاح‌های افزوده که یک سازمان دولتی مخفی برای خلق ابرانسان‌ها به منظور مبارزه و نهایتاً منقرض کردن میوتانت‌ها است راجرز «سلاح ۱»، یعنی نسل اول سلاح‌های زنده به‌شمار می‌رود. پس از ناپدید شدن او، تلاش‌های بعدی برنامهٔ سلاح‌های افزوده با آزمایش بر روی حیوانات، اقلیت‌های نژادی، مجرمین و سرانجام میوتانت‌ها با هدف خلق سلاح نهایی ادامه یافت. این تلاش‌ها منجر به نتایجی از جمله ولورین و ددپول و فانتومکس شده است (ایکس من جدید شماره ۱۴۵، اکتبر ۲۰۰۳).

### عصر مدرن
پس از پایان جنگ جهانی دوم اکنون نوبت به این رسیده بود که او به مبارزه با کمونیست‌ها در جنگ سرد برود و این داستان‌ها تا سال ۱۹۵۰ به طول انجامید و در همان سال هم به پایان رسید. تا اینکه سال‌ها بعد و در سال ۱۹۶۴ بود که در شماره چهارم از کمیک بوک انتقام‌جویان گفته شد این شخصیت در واپسین روزهای جنگ جهانی دوم از هواپیمایی به درون اقیانوس سقوط کرده و آنجا یخ زده است. و زمانی که بازگشت رهبری گروهی از ابرقهرمانان به نام «انتقام‌جویان» را برعهده گرفت.
زمانی که اعلام شد کاپیتان آمریکا در خلال نبردهایش در جنگ جهانی دوم کشته شده است، رئیس‌جمهور وقت آمریکا «ترومن» از مارول خواهش می‌کند تا به سبب جلوگیری از شوک زدگی مردم و خوانندگان این شخصیت را بار دیگر بازگردانند. طی این مدت افراد بسیاری جایگزین استیو راجرز می‌شوند که همه آنها یا کشته یا به نوعی مجروح می‌شوند که دیگر توانایی ادامه حضور در این نقش را ندارند. تا اینکه در سال ۱۹۵۳ فرد ناشناسی که خبر از قدرت‌گیری دوباره آلمان نازی به آمریکا داده بود، طی عمل جراحی به شکل استیو راجرز در می‌آید. زمانی که جنگ به پایان می‌رسد، این پروژه نیز کنار گذاشته می‌شود و بعدها این شخصیت موادی را بر روی خود آزمایش و امتحان می‌کند و به کاپیتان آمریکای جدیدی بدل می‌گردد و به مبارزه با کمونیستها می‌پردازد. این شخصیت سرانجام به مشکلات روانی دچار می‌شود و به دلایلی خاص پلیس فدرال آمریکا و اف.بی. آی تصمیم می‌گیرند تا جلوی انتشار بیشتر این داستان را بگیرند. اتفاقات فوق در خلال سال‌های ۱۹۴۰ تا ۱۹۵۰ رخ می‌دهند.
اما چند سال بعد و در کمیکی جدید سازمان شیلد موفق به یافتن بدن یخ زده استیو راجرز می‌شوند و او را بازمی‌گردانند، پس از بازگشت، او رهبری گروه انتقام جویان را برعهده می‌گیرد. در این دوره راجرز با دختر بزرگ تونی استارک "سارا امیلیا استارک" آشنا می‌شود و همکار می‌شود؛ در طی داستان آنها به زوج عاشقی تبدیل می‌شوند و با هم ازدواج می‌کنند و صاحب دو فرزند دختر و پسر به نام‌های استارز "Stars Stark" و دریکو "Draco Rogers" می‌شوند. در همین دوران است که مارول ورژنی مخصوص به خود را از جریان رسوایی "واترگیت- Water Gate" ارائه می‌دهد. (برای اطلاعات بیشتر در مورد واترگیت لازم است بدانید که اتفاقاتی خاص در دولت آمریکا رخ می‌دهد که طی آن رئیس‌جمهور ریچارد نیکسون مجبور به استعفا می‌شود) با چاپ این داستان راجرز که به اتفاقات رخ داده مشکوک می‌شود از وظیفه و شخصیتش در قالب شخصیت کاپیتان آمریکا کنار می‌کشد و در قالب شخصیتی جدید به نام "نومد- Nomad" (به معنی مرد بدون کشور) به کمک مردم می‌شتابد.

جلد کمیک شماره ۱۸۰ کاپیتان آمریکا (۱ دسامبر ۱۹۷۴) که نشان دهنده استیو راجرز در هویت نومد است

اما مدتی بعد بار دیگر به شخصیت کاپیتان آمریکا بازمی‌گردد. این داستان نشان دهنده این بود که این شخصیت سمبل و مدلی از دولت آمریکا نیست، بلکه نشانه ای از مردم این کشور است. اتفاقات روی داده در بالا طی سالهای ۱۹۶۰ الی ۱۹۷۰ رخ می‌دهند. پس از آن سالهای ۱۹۸۰ از راه می‌رسد. این دهه همان‌طور که برای مردم آمریکا سال‌های پوچ و بی هدفی بود برای این شخصیت نیز جهت خاصی نداشت. تنها تفاوت در این بود که در این دوران کاپیتان آمریکا به شدت وطن‌پرست می‌شود. اما سرانجام قرن ۲۱ از راه می‌رسد. در حدود سالهای ۲۰۰۶ تا ۲۰۰۷ کمیک جدیدی به نام "جنگ داخلی- Civil War" منتشر می‌شود. که طی آن دولت آمریکا و سازمان شیلد تصمیم می‌گیرند به سبب جلوگیری از برخی نابسامانی‌ها کلیه ابرقهرمانان می‌بایست شخصیت و هویت پنهانی خود را آشکار ساخته و زیر نظر دولت شروع به کار کنند. این قانون باعث دو دستگی میان ابرقهرمانان می‌شود. گروهی موافق با قانون به رهبری مرد آهنی و گروهی مخالف به سرکردگی کاپیتان آمریکا. در طول این جنگ کاپیتان آمریکا مجبور به مبارزه با افرادی می‌شود که با آنها همکاری داشته و همچنین از سوی دیگر مجبور به همکاری با افرادی می‌شود که به هیچ عنوان حاضر نبوده است تا با آنها دست به همکاری زند. در طول این جنگ کاپیتان که به این نتیجه می‌رسد که جنگ ابرقهرمانان با یکدیگر به ضرر مردم آمریکاست خود را تسلیم می‌کند و به دادگاه فرستاده می‌شود.

### ویژگی‌های ظاهری کاپیتان آمریکا
این شخصیت یک لباس با نقش پرچم آمریکا به تن دارد که همراه با یک سپر بسیار مقاوم می‌باشد که هم به عنوان یک وسیله دفاعی و هم پرتابی از آن استفاده می‌شود. نام واقعی او استیو راجرز است، شخصی که زمانی یک جوان ضعیف بوده و توسط یک نوع سرم و ماده تجربی به بالاترین قله‌های کمال انسانی دست پیدا می‌کند. پس از آن نیز به کمک دولت آمریکا در جنگ جهانی دوم می‌رود. زمانی که به پایان جنگ نزدیک می‌شود وی در یخ به دام می‌افتد و پس از سال‌ها در زمان حال احیا می‌شود. اگرچه که کاپیتان آمریکا همیشه بر سر ماندن بر ایدئال‌های خود به عنوان یک مرد خارج از زمانه‌اش سر جدال دارد؛ اما هنوز هم به عنوان یک شخصیت محترم در جامعه و یک رهبر طولانی مدت برای انتقام جویان به‌شمار می‌رود.

جلد کمیک شماره ۳۸۳ کاپیتان آمریکا در ۱ مارس ۱۹۹۱

## قدرت‌ها

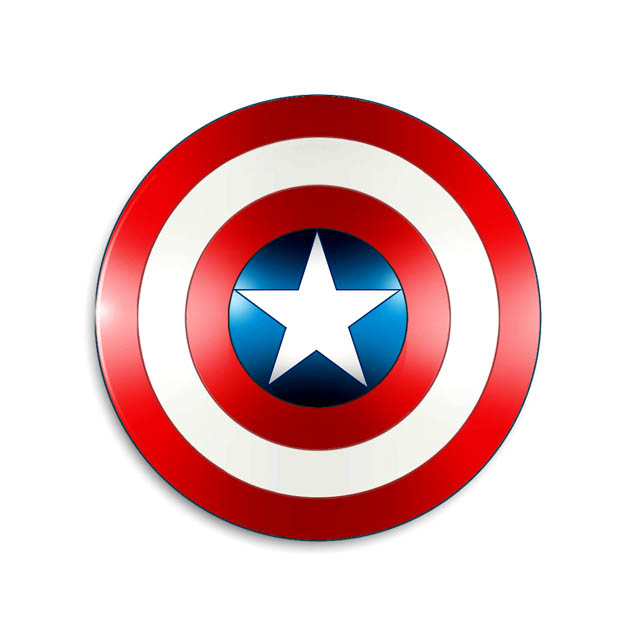
سپر کاپیتان آمریکا

### قدرت‌های کاپیتان آمریکا
سرم ابرسرباز تمامی عملکردهای بدن راجرز را تا حداکثر پتانسیل توانایی‌های انسان تشدید کرده و بهبود بخشید. راین‌اشتاین (همان دانشمندی که سرم ابرسرباز را اختراع کرد) این پتانسیل را به صورت «گام بعدی در تکامل انسان» و در عین حال کاملاً انسان باقی ماندن شرح داده است.
فرم این سرم به گونه ای است که فعالیت‌های متابولیکی بدن راجرز را افزایش داده است و همچنین از ایجاد مواد سم مانند در ماهیچه‌های وی که سبب خستگی می‌شوند جلوگیری کند. همین امر نیز باعث شده است تا وی بیش از یک انسان معمولی قدرت بدنی و همچنین تحمل درد داشته باشد. گزارش‌های زیادی از شاهکارهای غیرقابل باور وجود دارد که شامل پرس سینه تا ۱۲۰۰ پوند (۵۴۰ کیلوگرم) و همچنین دویدن ۱٫۶ کیلومتر در تنها ۷۳ ثانیه که این مقدار دو برابر سرعت بهترین دونده دنیا می‌باشد. علاوه بر این، همین قابلیت‌های ارتقا یافته وی باعث شده تا بتواند از یخ زدگی برای چندین دهه نجات پیدا کند. وی بسیار مقاوم به هیپنوتیزم و همچنین انواع گازهای سمی می‌باشد که باعث می‌شوند قدرت تمرکز کاهش پیدا کند. همچنین به دلیل متابولیسم بسیار بالا بدن راجرز او نمی‌تواند مست کند. راز ساخت ابر سربازها با مرگ مخترع آن یعنی آبراهام ارسکین از بین رفت. در دهه‌های بعدی تلاش‌های زیادی برای بازیابی این سرم انجام گردید که همگی آن‌ها منتهی به شکست شد.

### فیزیولوژی بهبودیافته به صورت مصنوعی
راجرز هیچ قدرت فرا انسانی ندارد. با این حال در نتیجهٔ سرم ابرسرباز، او از یک مرد جوان نحیف به نمونه‌ای کامل از رشد یافتگی و آمادگی جسمانی انسان بدل شد. او تا سرحد توانایی یک انسان بدون در نظر گرفته شدن به عنوان ابرانسان، باهوش، قوی، سریع، فرز و دیرپا است. او سبک زندگی کلی سالمی شامل رژیم تمرینی مرتب و تغذیهٔ متعادل را رعایت می‌کند.

### بیشینهٔ قدرت انسانی
قدرت فیزیکی راجرز تا سر حد پتانسیل انسانی افزایش یافته است. در نتیجه قدرت او بیشترین حدی است که یک انسان بدون طبقه‌بندی به عنوان ابرانسان می‌تواند به آن دست یابد. کاپیتان آمریکا در حال تمرین پرس سینه با وزنهٔ ۵۰۰ کیلوگرمی (معادل ۱۱۰۰ پوند) دیده شده، که با سطح قدرتش سازگار است؛ زیرا پرس سینه ساده‌تر از حرکت بالا کشیدن وزنه در تمرینات نظامی است. او می‌تواند با یک حرکت دستبندهای فولادی و زنجیر را پاره کرده و همچنین قادر به شکستن دیوارهای چوبی و درهای فولادی با یک ضربه است.

### بیشینهٔ سرعت انسانی
او می‌تواند با سرعتی معادل سی مایل در ساعت (برابر ۴۸ کیلومتر بر ساعت) بدود. راجرز در برخی موقعیت‌های ضروری مسافت یک مایل را در زمان اندکی بیش از یک دقیقه دویده، که سرعتش با یک حساب سرانگشتی اندکی کمتر از ۶۰ مایل بر ساعت بوده است.

### بیشینهٔ استقامت انسانی
بدن راجرز ساخت مواد شیمیایی تولید کنندهٔ خستگی را در ماهیچه‌های او محدود می‌کند. این فرایند به او استقامت و حجم ریهٔ فوق‌العاده‌ای عطا می‌کند. او می‌تواند بدون نشان دادن هر گونه نشانهٔ خستگی، با بیشینهٔ ظرفیت و بدون استراحت به مدت یک ساعت و نیم به خود فشار آورد.

### بیشینهٔ چابکی انسانی
چابکی او بیش از برندگان مدال طلای المپیک است. او می‌تواند بدن خود را با تعادل، انعطاف‌پذیری و چالاکی کنترل کند. علاوه بر این، او توان پرشی به طول ۵۰ یارد در یک جهش و ارتفاع ۲۰ فوت به صورت درجا و بدون استارت اولیه را داراست.

### بیشینهٔ واکنش‌های انسانی
واکنش‌های راجرز تا سرحد توانایی‌های ابرانسان رسیده است. سرعت واکنش او ۲۰ کیلومتر بر ساعت است؛ که او را به جاخالی دادن در برابر شلیک تفنگ، حتی در فواصل نزدیک و از طرف چند تیرانداز به صورت هم‌زمان، قادر می‌سازد.

### بیشینهٔ دوام انسانی
استخوان‌ها و ماهیچه‌های او تا سر حد پتانسیل یک انسان، چگال‌تر و سخت‌تر از حد معمول هستند. این موضوع او را بسیار مقاوم‌تر از یک انسان عادی می‌نماید. حد مداومت او تا جایی است که اگر شخصی با یک تکه چوب کلفت او را کتک بزند، چوب بالاخره شکسته ولی راجرز کوچک‌ترین نشانه‌ای از ناراحتی نشان نمی‌دهد. این سطح از دوام دلیل زنده‌ماندن او در برابر شیوه‌های بسیار شدید شکنجه در دوران کاری‌اش بوده است.

### بیشینهٔ التیام انسانی
سرعت و بازده التیام راجرز در بالاترین سطح پتانسیل انسانی قرار دارد؛ بنابراین او سریع‌تر از اغلب انسان‌ها بهبود می‌یابد. گلبول‌های سفید (دبلیو بی‌سی) و اس‌اس‌اس در بدن او برای مبارزه با هر نوع میکروب، جسم خارجی و… بسیار قوی هستند؛ بنابراین او بسیار سالم بوده و نسبت به اغلب واگیری‌ها، بیماری‌ها و نابسامانی‌ها مصون است.

### بیشینهٔ قدرت ذهنی انسانی
عملکرد ذهنی راجرز به میزان وسیعی گسترش یافته و ذهن او را قادر ساخته تا در بالاترین بازده و سرعت ممکن کار کند. یک عرصهٔ مهم بروز این توانایی در نبوغ تاکتیکی، یعنی توانایی تحلیل چند جریان اطلاعاتی به شکل هم‌زمان (مثلاً ارزیابی تهدیدات) و پاسخ‌گویی سریع به تاکتیک‌های متغیر، است. علاوه بر این راجرز از حافظه‌ای شفاف برخوردار است؛ به این معنی که او هیچ‌گاه چیزی را فراموش نکرده و یادآوری او کامل است. این امر او را قادر می‌سازد که همهٔ تاکتیک‌های نظامی را به یاد آورده و در هر موقعیت آنها را به کار گیرد.

### بیشینهٔ حواس انسانی
حواس بینایی، شنوایی، بویایی، چشایی و لامسهٔ راجرز در بالاترین محدودهٔ پتانسیل‌های انسانی قرار دارند. او یک بار گفته که دلیل توانایی او در جاخالی دادن از روبروی گلولهها، سرعت بالاتر دید او نسبت به آنها می‌باشد.

### بیشینهٔ عمر انسانی
به دلیل سلولهای فوق‌العاده سالم، اس اس اس روند پیر شدن راجرز را به شدت کند می‌کند. سرسی یک بار اعلام کرده که به همین دلیل راجرز می‌تواند جوانی خود را تا زمان نامحدودی حفظ کند. این گفته همچنین شامل آیزیا بردلی و جوزیا ایکس هم می‌شود.

## توانایی‌ها

### استاد در هنرهای رزمی
راجرز یک استاد مبارزه‌های تن به تن بوده و در چندین هنر رزمی مهارت دارد. آموزش او ابتدا در بحبوحهٔ جنگ جهانی دوم و زیر نظر اساتید مبارزه رکس اپل‌گیت و ویلیام فیربیرن، که زمینهٔ تخصصی آنها به ترتیب هنرهای رزمی اروپایی و چینی بوده، صورت پذیرفت.
در شرایطی که بخش عمدهٔ مهارت‌های مربیان برای آموزش نیروهای متحدین ساده‌سازی شده‌بود، احتمال دارد که این مربیان راجرز را با تکنیک‌های پیچیده‌تری آموزش داده‌باشند؛ زیرا بدن او قبل از شروع آموزش‌ها برای آنها آماده شده و بخش بزرگی از دانش مبارزهٔ او (شامل تکنیک‌هایش بر پایهٔ ژیمناستیک) پیش از بیدارشدن توسط انتقام جویان کسب شده بود. در نتیجهٔ این آموزش‌ها، راجرز در ورزش‌های بوکس، جودو، جوجیتسو، شمشیرزنی سنتی و ووشو مهارت‌های فراوانی دارد. علاوه بر این، امکان دارد که او برای رشته‌های بیشتری در زمان حاضر، بعد از کشف شدن به دست انتقام جویان و در حال کار برای اس اچ آی یی ال دی، آموزش دیده‌باشد؛ اما به هر حال این موضوع تا کنون اثبات نشده است. او تمامی تکنیک‌های هنرهای رزمی را از مبارزهٔ فیزیکی تن به تن به خدمت گرفته است. راجرز یکی از بهترین رزمی‌کارانی است که زمین تا کنون به خود دیده است.
سال‌های متمادی تمرین و تجربه از او یک استاد حرکات آکروباتیک، ژیمناست و بندباز ساخته است.

### سپر
سال‌های متمادی آموزش دیدن و تجربهٔ استفاده از سپر منحصر به فرد در کنار قابلیت‌های فیزیکی، به او توانایی‌های اعجاب‌برانگیزی در به‌کارگیری این ابزار داده است. سوای حمله به دشمن‌ها و سد کردن حملات آنها، راجرز قادر است که سپر را دقیقاً به نقطهٔ هدف پرتاب کند. او می‌تواند هدف‌های متعددی را با یک پرتاب و با استفاده از کمانه کردن مورد اصابت قرار دهد. راجرز حتی می‌تواند به اثر برگشت شبه بومرنگ نیز دست یابد؛ که به او امکان هدف قرار دادن دشمنان از پشت یا در اختیار گرفتن مجدد سپر بدون وجود سطحی برای کمانه کردن را می‌دهد.

### استاد استراتژیک
او یک متخصص موفق راهبرد است. او به شکل گسترده به عنوان یکی از – اگر نه تنها – متخصصین راهکار در جهان (چه در میدان جنگ و چه بیرون از آن) مطرح شده است. او قادر به ارائهٔ راهکارهای نبرد بوده و حس درخشان او در انتخاب راهکارها، امکان تغییر هر راهبردی را برای تطابق با نیازهای متغیر هر موقعیت به راجرز می‌دهد.
راجرز مهارت‌های بالایی در همهٔ بخش‌های نیروهای نظامی دارا می‌باشد. این بخش‌ها شامل جمع‌آوری اطلاعات، هنرهای فرار، قتل، تخریب، راهکارهای زنده‌ماندن، شکار، شنا، کوهنوردی، رژه و تمرین مانور، نقشه‌کشی، نقشه خوانی، رمزگشایی از پیام‌های رمزی و سایر انواع پیام‌های مخفی، خواندن و ایجاد علایم روی چوب و سایر زبان‌های رمز، استتار، بازجویی، رایانه‌ها، مواد منفجره، سیستم‌های ارتباطی و مخابراتی، وسایل نقلیه و وسایل الکترونیکی مورد استفاده در نیروهای نظامی هستند.

### طبع سرکش
راجرز یک شخصیت با طبعی بسیار سرکش است. او قادر است که بر اغلب حالات وسوسه فائق آمده و در برابر اثرات درد شدید، مواد مخدر و سم‌های مختلف در حدی عالی مقاومت کند. راجرز میرا بودن خود را پذیرفته و حاضر نیست که آزادی هیچ موجود صاحب احساسی را از او بگیرد. در اثنای جنگ همیشگی، او جام نامیرایی را به دلیل آن که وجود آن را خطرناک می‌دانست – و در عین مزایای فراوان قدرت آن – از بین برد. راجرز همچنین قادر به مقاومت در برابر تمامی اشکال کنترل ذهن بوده و تنها اشخاصی با بالاترین میزان اراده قادرند تا او را به خدمت بگیرند.

### هنرمند طراح حرفه‌ای
راجرز مهارت‌های هنری بزرگی دارد، که در کودکی آنها را توسعه داده است. او اغلب به عنوان یک هنرمند طراح و تصویرگر مستقل کار کرده و حتی یک بار هنرش را در اختیار ادارهٔ پلیس شهر نیویورک قرار داد. راجرز از طراحی کردن لذت برده و در اوقات فراغت خود این هنر را ادامه می‌دهد.

### استاد نشانه‌گیری
راجرز می‌تواند اغلب سلاح‌های پرتابی را با دقت بسیار بالا شلیک کرده و مهارت بسیاری در استفاده از سلاح‌های گرم دارد؛ هرچند که ترجیح می‌دهد از این سلاح‌ها استفاده نکند.

### مهارت در کار با سلاح
او نوعاً سلاحی به جز سپرش به همراه ندارد. اما در موقعیت‌های بحرانی برای تضمین پیروزی از سلاح‌های اضافی با مهارت استفاده می‌کند. او در استفاده از شمشیر، خنجر، چاقوهای پران، دیلم، چوب‌دستی، تونفا، تبر، گرز، چماق و حتی سلاح‌های گرم بسیار ماهر است.

### چندزبانه
راجرز زبان‌های انگلیسی، آلمانی، روسی، ژاپنی و تا حدی ایتالیایی را با روانی صحبت می‌کند. همچنین او ممکن است به زبان‌های دیگر نیز تسلط داشته‌باشد.

### استاد در رانندگی وسایل نقلیه
او در راندن خودروها، موتورسیکلت‌ها، کامیون‌ها، هواپیماهای جت، تانکر، بالگرد، قایق موتوری، زیردریایی و برخی از انواع قطار و وسایل خدماتی ماهر است.

## دیگر رسانه‌ها

### انیمیشن
سال ۱۹۶۶ بود که اولین سری از انیمیشن کاپیتان آمریکا ساخته شد. نام این انیمیشن برگرفته از نام ابرقهرمان داستان بود و در قالب یک فصل تولید گشت. همچنین این شخصیت در انیمیشن‌هایی که تا به حال بر اساس کمیک‌های گروه انتقام‌جویان ساخته شده مانند "انتقام‌جویان: قویترین قهرمانان زمین- The Avengers: Earth’s Mightiest Heroes" سال‌های ۲۰۱۰ تا ۲۰۱۲ و " انتقام‌جویان نهایی- Ultimate Avengers" در سال ۲۰۰۸ و نیز در انیمیشن "مرد عنکبوتی و دوستان شگفت انگیزش- Spider-Man and His Amazing Friends" سال‌های ۱۹۸۱ تا ۱۹۸۶ نیز حضور داشته است.
سریال و شوهای تلویزیونی
این شخصیت به عنوان اولین شخصیت در دنیای مارول بود که دنیای خارج از کمیک‌ها ظاهر شد. این موضوع با اولین سریال تلویزیونی این شخصیت در سال ۱۹۴۴ همراه شد.
سال ۱۹۴۴ اولین سریال تلویزیونی از این شخصت به روی آنتن رفت. کاپیتان آمریکا به کارگردانی مشترک المر کلیفتون و جان اینگلیش با بازی "دیک پرسل- Dick Purcell" اثری بود که در آن بسیاری از المان‌ها اصلی کاپیتان آمریکا نظیر دوست و همراه همیشگی‌اش باکی به همراه سپر معروفش از داستان حذف شده بودند. همچنین در سال ۱۹۷۹ نیز این بار فیلمی تلویزیونی از این شخصیت ساخته شد که اثری بسیار ضعیف بود و با واکنش تند منتقدین نیز رو به رو گشت. نام فیلم "کاپیتان آمریکا- Captain America" به کارگردانی راد هولکامب و با بازی رب براون در نقش اصلی همراه بود. با تمام این احوالات در همان سال قسمت دوم این فیلم نیز برای پخش در تلویزیون ساخته شد. نام فیلم "کاپیتان آمریکا ۲: به زودی مرده- Captain America II: Death Too Soon" نام داشت. رب براون بار دیگر در نقش اصلی ظاهر شد و اینبار کارگردانی به "ایوان ناگی- Ivan Nagy" سپرده شد.

### سینما
سال ۱۹۹۰ بود که اولین فیلم از این شخصیت با عنوان کاپیتان آمریکا و به کارگردانی آلبرت پایون ساخته شد. در این فیلم مت سلینجر نقش اصلی را برعهده داشت. فیلم بسیار ضعیف بود و شکست مفتضحانه ای خورد و با بازخوردهای منفی بسیاری رو به رو گشت. همین امر سبب شد تا این کاراکتر به سرعت با دنیای سینما خداحافظی کرده و قریب به ۲۱ سال هیچ‌کس سراغی از آن نگیرد. تا اینکه در سال ۲۰۱۱ و با شکل‌گیری ایده ساخت فیلم انتقام جویان تصمیم به ساخت و معرفی این شخصیت گرفته شد. جو جانستون برای کارگردانی این اثر انتخاب شد و کریس ایوانز برای ایفای نقش کاپیتان آمریکا برگزیده شد. فیلم با نام کاپیتان آمریکا: نخستین انتقام‌جو ساخته شد و با نمره متوسط و استقبال نسبتاً خوبی که از آن به عمل آمد راه را برای حضور این شخصیت در سینما باز کرد. پس از آن بود که در سال ۲۰۱۲ فیلم بزرگ انتقام‌جویان به کارگردانی جاس ویدون ساخته شد و بار دیگر کریس ایوانز در نقش کاپیتان آمریکا ظاهر گردید. فیلم با بازخورد بسیار خوبی رو به رو شد و با فروش فوق‌العاده خود موفقیت بی نظیری را برای عوامل خود به ارمغان آورد و موجب گردید تا به سرعت ساخت ادامه ای برای آن و همچنین سایر ابرقهرمانانی که در این فیلم حضور داشتند دردستور کار قرار گیرد. به همین منظور در سال ۲۰۱۴ فیلمی با عنوان کاپیتان آمریکا: سرباز زمستان و به کارگردانی آنتونی و جو روسو با بازی مجدد ایوانز در نقش اصلی به سینماها آمد. همچنین در سال ۲۰۱۵ نیز قسمت دوم از مجموعه انتقام جویان با نام انتقام‌جویان: عصر اولتران بار دیگر به کارگردانی جاس ویدون و با بازی کریس ایوانز در نقش کاپیتان آمریکا اکران شد. در سال ۲۰۱۶ قسمت سوم از سه‌گانه کاپیتان آمریکا با نام کاپیتان آمریکا: جنگ داخلی اکران شد. درسال ۲۰۱۸ و ۲۰۱۹ به ترتیب فیلم‌های انتقام‌جویان: جنگ ابدیت و انتقام‌جویان: پایان بازی به کارگردانی آنتونی و جو روسو در سینماهای جهان به اکران درآمد.

## فیلم‌های کاپیتان آمریکا

### کاپیتان آمریکا: نخستین انتقام‌جو (۲۰۱۱)
در سال ۱۹۴۲، استیو راجرز می‌خواهد به ارتش آمریکا برای جنگ با نازی‌ها بپیوندد، اما فیزیک بدنی مناسبی ندارد و درخواستش رد می‌شود. او سپس عضو یک عملیات محرمانهٔ ارتش می‌شود و با استفاده از فناوری خاصی، توان بدنی‌اش افزایش یافته و به کاپیتان آمریکا تبدیل می‌گردد. او باید با جمجمه سرخ، رئیس بخش تسلیحات نازی‌ها مبارزه کند.
در آوریل ۲۰۰۶، مارول، دیوید سلف را برای نوشتن فیلم‌نامه کاپیتان آمریکا استخدام کرد. در نوامبر ۲۰۰۸، جو جانستون برای کارگردانی انتخاب شد. و کریستوفر مارکوس و استیون مک‌فیلی برای بازنویسی فیلم‌نامه استخدام شدند. در مارس ۲۰۱۰، کریس ایوانز برای بازی در نقش کاپیتان آمریکا و هوگو ویوینگ برای بازی در نقش جمجمه سرخ انتخاب شدند. فیلم‌برداری در ۲۸ ژوئن ۲۰۱۰ در بریتانیا آغاز شد، و در شهرهای لندن، کرونت، منچستر و لیورپول انجام گرفت. فرش قرمز فیلم در ۱۱ ژوئیه ۲۰۱۱ در لس‌آنجلس برگزار شد و ۲۲ ژوئیه ۲۰۱۱، در آمریکای شمالی اکران گردید و اکران جهانی از ۲۷ ژوئیه آغاز شد.
تسرکت که در سکانس بعد از تیتراژ ثور نشان داده می‌شود، به عنوان مک‌گافین در این فیلم به نمایش درمی‌آید. دومینیک کوپر در این فیلم در نقش هاوارد استارک، پدر تونی استارک ظاهر می‌شود، که در فیلم در حال برگزاری نمایشگاه استارک دیده می‌شود، همان نمایشگاهی که تونی مرد آهنی ۲ برگزار می‌کند. در سکانس بعد از تیتراژ فیلم، فیوری در حال خبر دادن مأموریتی برای نجات دنیا به کاپیتان آمریکا دیده می‌شود و تیزری از فیلم انتقام‌جویان نمایش داده می‌شود.

### انتقام‌جویان مارول (۲۰۱۲)
نیک فیوری، رئیس شیلد، ابرقهرمانانی هم‌چون کاپیتان آمریکا، ثور، مرد آهنی، هالک، بیوه سیاه و هاکای را گرد هم می‌آورد تا با لوکی، برادر ثور، که قصد تسخیر زمین را دارد، مبارزه کنند.
زک پن، که فیلم‌نامهٔ هالک شگفت‌انگیز را نوشته بود، در ژوئن ۲۰۰۷ برای نوشتن فیلم‌نامهٔ این فیلم استخدام شد. در آوریل ۲۰۱۰، جاس ویدون برای کارگردانی و بازنگری در فیلم‌نامهٔ پن قرارداد بست. مارول اعلام کرد که ادوارد نورتون نقش هالک را تکرار نخواهد کرد و در ژوئیه ۲۰۱۰، مارک رافالو را جانشین وی اعلام کرد. داونی، ایوانز، همسورث، جوهانسون، رنر و هیدلستون همگی نقش‌های خود در فیلم‌های قبلی را تکرار کردند. در آوریل ۲۰۱۱، فیلمبرداری در البوکرکی آغاز شد و در ماه اوت به کلیولند انتقال یافت، و در سپتامبر به نیویورک رفت. فرش قرمز آن ۱۱ آوریل ۲۰۱۱ در لس‌آنجلس برگزار شد و ۴ مه در آمریکای شمالی اکران گردید.
گوئینت پالترو که در فیلم‌های مرد آهنی و مرد آهنی ۲ در نقش پپر پاتس ظاهر شده بود، به اصرار داونی در این فیلم هم حضور یافت. پیش از این، ویدون قصد نداشت از شخصیت‌های مکمل فیلم‌های دیگر استفاده کند. آوی آراد گفت که سونی پیکچرز و دیزنی دربارهٔ استفاده از برج آزکورپ در نقطهٔ اوج فیلم انتقام‌جویان مذاکره کردند، ولی فایگی گفت که این توافق حتی به اجرایی شدن نزدیک هم نبود. در سکانس‌های بعد از تیتراژ فیلم، تانوس، ابر تبهکار دنیای مارول دیده می‌شود.

### کاپیتان آمریکا: سرباز زمستان (۲۰۱۴)
استیو راجرز که هم‌اکنون برای شیلد کار می‌کند، با ناتاشا رومانوف و فالکون متحده می‌شود تا پیگیری یک توطئهٔ مرموز و قاتلی به نام سرباز زمستان که در آن دست دارد، بشود.
در آوریل ۲۰۱۲ اعلام شد که دنبالهٔ کاپیتان آمریکا: نخستین انتقام‌جو ساخته خواهد شد. آنتونی و جو روسو در ژوئن برای کارگردانی این فیلم استخدام شدند، عنوان فیلم رسماً کاپیتان آمریکا: سرباز زمستان اعلام شد. ایوانز و جکسون نقش‌های خود را تکرار کردند و جوهانسون هم برای ایفای نقش بیوه سیاه بازگشت. سباستین استن که در کاپیتان آمریکا: نخستین انتقام‌جو در نقش باکی بارنز ظاهر شده بود، در این فیلم در نقش سرباز زمستان ظاهر شد. فیلمبرداری در آوریل ۲۰۱۳ در منهتن بیچ، کالیفرنیا آغاز شد و در واشینگتن دی‌سی و اوهایو ادامه یافت. فرش قرمز فیلم ۱۳ مارس ۲۰۱۴ در لس‌آنجلس برگزار شد. کاپیتان آمریکا: سرباز زمستان به صورت جهانی در ۲۶ مارس و ۴ آوریل در آمریکای شمالی اکران شد.
داستان فیلم دو سال بعد از اتفاقات انتقام‌جویان رخ می‌دهد. نام استیون استرنج، هویت اصلی شخصیت دکتر استرنج در این فیلم توسط جاسپر سیت ول ذکر می‌شود. نسخه جدیدی از برج استارک، به نام برج انتقام‌جویان در فیلم معرفی می‌شود. ویدون سکانس بعد از تیتراژ پایانی فیلم را کارگردانی کرده که در آن بارون استراکر (توماس کرتشمن)، کوئیک‌سیلور (آرون تایلر-جانسون) و اسکارلت ویچ (الیزابت اولسن) از فیلم انتقام‌جویان: عصر اولتران دیده می‌شوند. رویداد مهم فیلم یعنی نفوذ هایدرا در سازمان شیلد و انحلال آن، در شش اپیزود پایانی فصل نخست سریال مأموران شیلد که در دنیای سینمایی مارول روی می‌دهد، بازتاب داده شد.

### انتقام‌جویان: عصر اولتران (۲۰۱۵)
مرد آهنی، کاپیتان آمریکا، ثور، هالک، بیوه سیاه و هاکای باید با هم با موجودی به نام اولتران مبارزه کنند که یک هوش مصنوعی است و قصد دارد بشریت را نابود سازد. در همین حال به کوئیک‌سیلور، اسکارت ویچ و ویژن برمی‌خورند.
ساخت دنبالهٔ انتقام‌جویان در مه ۲۰۱۲ و بلافاصله بعد از انتشار فیلم اول اعلام شد. در اوت ۲۰۱۲، ویدون برای کارگردانی و نویسندگی این فیلم بازگشت. در ژوئن ۲۰۱۳، رابرت داونی جونیور برای بازی در قسمت دوم و سوم انتقام‌جویان، قرارداد امضاء کرد. در ۲۰ ژوئیه ۲۰۱۳، ویدون در کامیک‌کان سن‌دیگو، اعلام کرد که عنوان فیلم عصر اولتران خواهد بود. در اوت ۲۰۱۳، اعلام شد جیمز اسپیدر در نقش اولتران بازی خواهد کرد. واحد دوم فیلمبرداری، کار خود را از ۱۱ فوریه ۲۰۱۴ در ژوهانسبورگ آغاز کرد. فیلمبرداری اصلی از مارس ۲۰۱۴، در استودیوهای شپرتون در ساری انگلستان شروع شد، و بقیه فیلمبرداری در ایتالیا و واله دائوستا در کره جنوبی انجام شد. فیلمبرداری در ۶ اوت ۲۰۱۴ به پایان رسید. فرش قرمز این فیلم، ۱۳ آوریل ۲۰۱۵ در لس‌آنجلس برگزار شد. انتقام‌جویان: عصر اولتران ۲۲ آوریل ۲۰۱۵ به صورت جهانی و ۱ مه ۲۰۱۵ در آمریکای شمالی اکران شد.

### کاپیتان آمریکا: جنگ داخلی (۲۰۱۶)
انتقام‌جویان به دو گروه مخالف تقسیم می‌شوند. یکی به رهبری کاپیتان آمریکا و دیگری به رهبری مرد آهنی. گروه اول قانون به زیر نظر درآمدن ابرقهرمانان را قبول ندارد ولی گروه دوم معتقد است باید آن را امضا کرد. همین موضوع این دو گروه را در مقابل هم قرار می‌دهد.
تا ژانویه ۲۰۱۴، برادران روسو برای بازگشت به پروژه ساخت دنبالهٔ دیگری از کاپیتان آمریکا قرارداد امضاء کرده بودند و آن‌ها در مارس ۲۰۱۴ با تأیید این موضوع، اعلام کردند که کریس ایوانز برای بازی در نقش اصلی، کوین فایگی در نقش تهیه‌کننده و کریستوفر مارکوس و استیون مک‌فیلی به عنوان نویسندگان فیلم بازخواهند گشت. در اکتبر ۲۰۱۴، عنوان رسمی فیلم جنگ داخلی اعلام شد و همچنین مشخص شد که رابرت داونی جونیور در این فیلم در نقش تونی استارک/مرد آهنی ظاهر خواهد شد. داستان فیلم قرار است از کمیک‌بوکهای «جنگ داخلی» اقتباس شود. این فیلم، اولین فیلم فاز سوم مارول است. فیلمبرداری از آوریل ۲۰۱۵ آغاز شد و در اوت ۲۰۱۵ به پایان رسید. فرش قرمز فیلم ۱۲ آوریل ۲۰۱۶ در هالیوود برگزار شد و از ۲۷ آوریل به صورت جهانی و در ۶ مه در آمریکای شمالی اکران شد.
داستان فیلم یک سال پس از انتقام‌جویان: عصر اولتران رخ می‌دهد. کاپیتان آمریکا: جنگ داخلی تام هالند را در نقش پیتر پارکر / مرد عنکبوتی و چادویک بوزمن را در نقش پلنگ سیاه در دنیای سینمایی مارول معرفی می‌کند که فیلم جداگانهٔ هر کدام به ترتیب در سال‌های ۲۰۱۷ و ۲۰۱۸ اکران شدند. در صحنه‌های میانی پس از تیتراژ که کشور واکاندا نمایش داده می‌شود، برادران روسو از رایان کوگلر کارگردان فیلم پلنگ سیاه برای طراحی‌اش کمک گرفتند.

### انتقام‌جویان: جنگ ابدیت (۲۰۱۸)
انتقام‌جویان که بعد از اتفاقات عصر اولتران و جنگ داخلی از هم پاشیده‌اند، به نگهبانان کهکشان می‌پیوندند تا با تانوس که در صدد به دست آوردن تمامی سنگ‌های ابدیت است، مقابله کنند.
خبر ساخت این فیلم در اکتبر ۲۰۱۴ اعلام شد و گفته شد انتقام‌جویان: جنگ ابدیت - قسمت ۱ نام آن خواهد بود و تاریخ ۴ مهٔ ۲۰۱۸ برای اکران آن مشخص گردید. در آوریل ۲۰۱۵ اعلام شد که آنتونی و جو روسو کارگردانی این فیلم را بر عهده خواهند داشت و کریستوفر مارکوس و استیون مک‌فیلی فیلم‌نامه را می‌نویسند. در ژوئیه ۲۰۱۶، مارول اعلام کرد عنوان فیلم انتقام‌جویان: جنگ ابدیت خواهد بود. جاش برولین که پیش از این چند بار به صورت کوتاه در فیلم‌های دنیای سینمایی مارول در نقش تانوس ظاهر شده بود، در این فیلم به عنوان یکی از شخصیت‌های اصلی، نقش خود را تکرار می‌کند. فیلمبرداری جنگ ابدیت در ژانویه ۲۰۱۷ در آتلانتا آغاز شد و تا ژوئیه ۲۰۱۷ به درازا انجامید. قسمت‌هایی از فیلم نیز در اسکاتلند فیلمبرداری شد. افتتاحیه و مراسم فرش قرمز این فیلم ۲۳ آوریل در لس آنجلس برگزار شد. انتقام‌جویان: جنگ ابدیت ۲۵ آوریل ۲۰۱۸ به صورت بین‌المللی و ۲۷ آوریل ۲۰۱۸ در ایالات متحده اکران شد.
اتفاقات فیلم چهار سال پس از رویدادهای فیلم نگهبانان کهکشان بخش ۲، سه سال بعد از اتفاقات عصر اولتران و دو سال پس از اتفاقات جنگ داخلی رخ می‌دهد. مارول پیش از این در فیلم‌های به سنگ‌های ابدیت اشاره کرده بود. تسرکت یا سنگ فضا در کاپیتان آمریکا: نخستین انتقام‌جو، عصای لوکی یا سنگ ذهن در انتقام‌جویان، آثر یا سنگ واقعیت در ثور: دنیای تاریک، اورب یا سنگ قدرت در نگهبانان کهکشان و چشم آگاماتو یا سنگ زمان در دکتر استرنج. هم‌چنین یک سنگ ابدیت دیگر به صورت کوتاه در ثور و انتقام‌جویان: عصر اولتران دیده می‌شود. هم‌چنین در عصر اولتران، تانوس با دستکش آهنی (گانتلت) که در واقع جای سنگ‌های ابدیت است، دیده می‌شود.

### انتقام‌جویان: پایان بازی (۲۰۱۹)
به دنبال اتفاقات انتقام‌جویان: جنگ ابدیت دنیا در تاریکی و خرابی به سر می‌برد. باقی‌ماندهٔ انتقام‌جویان باید با هم متحد شوند تا خسارات وارده توسط تانوس را جبران کنند و نظم را به دنیا برگردانند.
خبر ساخت این فیلم در اکتبر ۲۰۱۴ اعلام و نام آن انتقام‌جویان: جنگ ابدیت - قسمت ۲ مشخص گردید. در مارس ۲۰۱۵ اعلام شد که آنتونی و جو روسو کارگردانی این فیلم را بر عهده خواهند داشت و کریستوفر مارکوس و استیون مک‌فیلی فیلم‌نامه را می‌نویسند. بعداً اعلام شد که جنگ ابدیت عنوان فیلم اول است و فیلم دوم بدون نام ماند. در دسامبر ۲۰۱۸ عنوان این فیلم آخر بازی اعلام شد. جاش برولین نقش تانوس را تکرار می‌کند و همچنین بسیاری از بازیگران دنیای سینمایی مارول، نقش خود را در این فیلم نیز تکرار می‌کنند. فیلمبرداری این فیلم در اوت ۲۰۱۷ در آتلانتا آغاز شد و در ژانویه ۲۰۱۸ به پایان رسید. در دسامبر ۲۰۱۸ نام این فیلم پایان بازی اعلام شد. این فیلم در ۲۶ آوریل ۲۰۱۹ اکران شد.